# مؤيد الملك
مؤيد المُلك أبو بكر عبيد الله بن نظام الملك الطوسي (بالفارسية: م'ید الملک) كان بيروقراطيًا فارسيًا، ووزيرًا للسلطان السلجوقي بركياروق من 1094 إلى 1095، وبعد ذلك وزيرًا لأمير السجلوقي والمُنافس مُحمد الأول من 1099 إلى 1101. كان الأكثر نشاطًا وموهبة بين أبناء نظام الملك، وكان قريبًا منه.

## الخلفية
وُلِد مؤيد الملك عام 1051، وكان ابن نظام الملك، وهو ثاني أكبرهم على الأرجح. تنتمي العائلة إلى طبقة دهقان الأرستقراطية من أصحاب الأرض، وكان موطنها الأصلي منطقة خراسان الإيرانية الشرقية. 

## سيرته

خريطة الإمبراطورية السلجوقية بعد وفاة ملك شاه الأول عام 1092

أمضى مؤيد الملك السنوات العشر الأولى من حكم ملك شاه الأول في بغداد والجزيرة، حيث كان نائبًا لوالده والسلطان تقريبًا بنفس طريقة نائب الملك. في عام 1078 ، اندلعت أعمال شغب مميتة في بغداد بسبب الاختلافات الدينية بين الطوائف الإسلامية. مؤيد الملك كان في المدينة في ذلك الوقت، قمع أعمال الشغب. بعد سقوط أبو المحاسن سيد الرؤساء عام 1083/4، خلفه في منصب الطغرائي. ومع ذلك ، لم يكن سعيدًا بهذا المنصب، وبالتالي طلب الفصل. بعد ذلك ذهب إلى العراق حيث عمل دبلوماسياً. بعد ذلك تم حذف ذكره في سجلات السنوات العشر القادمة. بعض القصائد معزي البرهاني صورت أنه كان في المنطقة الإيرانية والجنوب الشرقي من سيستان ومدينة في خراسان من هراة.
كان مؤيد الملك في خراسان في نهاية عام 1094، لكنه فر إلى العاصمة أصفهان لينضم إلى بركياروق، الذي عينه وزيراً له. لقد أقنع الشخصيات البارزة في العراق وخراسان الذين انضموا إلى تتش الأول للعودة إلى ولاء بيركياروق. كما لعب دورًا رئيسيًا في هزيمة طوطوش عام 1095 ، في داشيلو ، بالقرب من راي. وبحسب ما ورد شكره بيركياروق شخصيًا. ومع ذلك، سرعان ما سقط من النعمة. فقد عزلته والدة بيركياروق زبيدة خاتون، التي كان لها تأثير كبير على ابنها. كما تشاجر مع أخيه فخر الملك على مجوهرات تركها والدهما. وقد عرض هذا الأخير على بيركياروق قدرًا كبيرًا من الثروات مقابل منصب الوزير، وهو ما قبله. وهكذا تم فصل مؤيد الملك.
وسرعان ما دخل في خدمة الأخ غير الشقيق لبيركياروق محمد الأول، الذي عينه وزيرا له. استغل مؤيد الملك منصبه الجديد للانتقام من منافسيه، الأمر الذي أصبح أسهل لأن محمد لم يبلغ سن الرشد (حوالي 17 عامًا في ذلك الوقت). النظامية (أنصار نظام الملك) وعائلات أصفهان البارزة انضموا أيضًا إلى محمد ، ومنعوا بيركياروق من دخول المدينة. بدأت التمرد من قاعدة محمد في مدينة جانجا في آران ، التي كانت قد أعطيت له باعتباره إقطاع (أرض منحة) من خلال بركياروق مرة أخرى في 1093. 
استمرت الحرب التي دامت خمس سنوات في كونها غير حاسمة ، مع تغيير السيطرة على بغداد بشكل متكرر، لم يتمكن محمد من هزيمة خصمه بالرغم من الدعم القادم من سنجر.  في عام 1101، هُزمت قوات محمد في معركة بالقرب من همدان، مما أسفر عن القبض على مؤيد الملك، الذي تم نقله إلى بيركياروق ، وقتله شخصيًا. 

## الإرث
كان مؤيد الملك راعيًا للشعراء باللغتين العربية والفارسية، وقد قام أحيانًا بتأليف الرباعي بالفارسية، وهو ما استشهد به الشعراء الفارسيون عطار وعوفي.